# ダンテ・ビシェット
ダンテ・ビシェット（英語: Dante Bichette, 本名：アルフォンセ・ダンテ・ビシェット・シニア（Alphonse Dante Bichette Sr., 1963年11月18日 - ）は、アメリカ合衆国フロリダ州ウェストパームビーチ出身の元プロ野球選手（外野手）。右投右打。

## 経歴

### プロ入りとエンゼルス時代
1984年のMLBドラフト17巡目（全体424位）でカリフォルニア・エンゼルスから指名され、プロ入り。
1988年9月5日にメジャーデビュー。
1990年には103試合の出場で15本塁打を記録した。

### ブルワーズ時代
1990年オフにデーブ・パーカーとのトレードで、ミルウォーキー・ブルワーズ（当時はアメリカンリーグ所属）へ移籍した。
ここでは2年の在籍で、15本塁打、5本塁打を記録した。

### ロッキーズ時代
1993年にはケビン・ライマーとのトレードで新たに設立されたコロラド・ロッキーズに移籍。すると、海抜1,600mの高地にある本拠地マイル・ハイ・スタジアムを味方につけて強打者の素質が開花。
1993年は141試合で打率.310・21本塁打・89打点。
1994年は打率.304・27本塁打・95打点、さらに21盗塁と快足ぶりも発揮するも、シーズン途中にストライキが起きた。
1995年には本拠地が新設されたクアーズ・フィールドに移転されたが、打率も.340・40本塁打・128打点を記録し、本塁打王と打点王の二冠王を獲得。最終的に打率と本塁打は同年が自己最高であった。チームを創設3年目でワイルドカードでのディビジョンシリーズ進出に導く大活躍。オフにはシルバースラッガー賞を受賞した。
1996年には打率.313・31本塁打・141打点と、打点以外は前年を下回ったが、31盗塁を記録して「30本塁打30盗塁」の快挙を達成した。
1997年は打率.308・26本塁打・118打点を記録した。
1998年は自己最多の161試合に出場し、打率.331・22本塁打・122打点を記録した。
1999年は打率.298・34本塁打・打点133と毎年のように活躍。しかし球場補正を考慮したOPS+は102とリーグ平均程度の成績に落ち着いた。

### レッズ時代
2000年にシンシナティ・レッズに移籍。

### レッドソックス時代
2000年シーズン途中にボストン・レッドソックスに移籍し、それでもこの年は155試合に出場して打率.293・23本塁打・90打点と活躍する。
2001年は指名打者（DH）としての起用も増えたが、故障もあり107試合の出場で打率.286・12本塁打・49打点に終わった。

### ドジャース時代
2001年オフにロサンゼルス・ドジャースへ移籍した。
しかし、ドジャースで公式戦に出場することなく、2002年開幕前の3月22日に現役を引退した。

### 独立リーグ時代
2004年8月になって、独立リーグのアトランティックリーグ（当時）であるナシュア・プライドに入団し、現役復帰。投手と一塁手を務め、わずか1か月で打率.361、13本塁打と貫禄を見せつけた。

### 現役引退後
2013年は古巣ロッキーズの打撃コーチに就任。9月24日に同年限りでコーチを辞任することが発表された。
2019年には社会人野球であるJR東日本硬式野球部の特別打撃コーチとして訪日を果たした。
2020年は息子のボー・ビシェットが在籍するトロント・ブルージェイズのキャンプ期間のゲストコーチを務めた。その後シーズン開幕戦の記者会見にて監督のチャーリー・モントーヨが「メジャーリーグ・コーチ」としてビシェットをチームに帯同させベンチ入りさせることを発表した。
2021年からは「スペシャル・アシスタント」として引き続きブルージェイズに籍を置いた。
2022年2月9日、ロックアウトの影響でコーチの立場で選手であるボーに指導することはできないことを理由として、息子であるボーの練習を手伝うためにチームを退団した。

## 家族
息子のダンテ・ビシェット・ジュニアは、2005年8月にリトルリーグ・ワールドシリーズに出場（なおジュニアのチームメイトにはかつてテキサス・レンジャーズ等でプレイした捕手マイク・スタンリーの息子、タナー・スタンリーもいた。）した経験があり、2011年6月のMLBドラフト1巡目追補（全体51位）でニューヨーク・ヤンキースから指名され、プロ入りした。
さらにもう一人の息子のボー・ビシェットも、2016年のMLBドラフト2巡目（全体66位）でトロント・ブルージェイズから指名され、プロ入りした。

## 詳細情報

### 年度別打撃成績
| 年 度     | 球 団     | 試 合 | 打 席 | 打 数 | 得 点 | 安 打 | 二 塁 打 | 三 塁 打 | 本 塁 打 | 塁 打 | 打 点 | 盗 塁 | 盗 塁 死 | 犠 打 | 犠 飛 | 四 球 | 敬 遠 | 死 球 | 三 振 | 併 殺 打 | 打 率 | 出 塁 率 | 長 打 率 | O P S |
| --------- | --------- | ----- | ----- | ----- | ----- | ----- | -------- | -------- | -------- | ----- | ----- | ----- | -------- | ----- | ----- | ----- | ----- | ----- | ----- | -------- | ----- | -------- | -------- | ----- |
| 1988      | CAL       | 21    | 50    | 46    | 1     | 12    | 2        | 0        | 0        | 14    | 8     | 0     | 0        | 0     | 4     | 0     | 0     | 0     | 7     | 0        | .261  | .240     | .304     | .544  |
| 1989      | CAL       | 48    | 146   | 138   | 13    | 29    | 7        | 0        | 3        | 45    | 15    | 3     | 0        | 0     | 2     | 6     | 0     | 0     | 24    | 3        | .210  | .240     | .326     | .566  |
| 1990      | CAL       | 109   | 371   | 349   | 40    | 89    | 15       | 1        | 15       | 151   | 53    | 5     | 2        | 1     | 2     | 16    | 1     | 3     | 79    | 9        | .255  | .292     | .433     | .725  |
| 1991      | MIL       | 134   | 475   | 445   | 53    | 106   | 18       | 3        | 15       | 175   | 59    | 14    | 8        | 1     | 6     | 22    | 4     | 1     | 107   | 9        | .238  | .272     | .393     | .665  |
| 1992      | MIL       | 112   | 411   | 387   | 37    | 111   | 27       | 2        | 5        | 157   | 41    | 18    | 7        | 2     | 3     | 16    | 3     | 3     | 74    | 13       | .287  | .318     | .406     | .724  |
| 1993      | COL       | 141   | 581   | 538   | 93    | 167   | 43       | 5        | 21       | 283   | 89    | 14    | 8        | 0     | 8     | 28    | 2     | 7     | 99    | 7        | .310  | .348     | .526     | .874  |
| 1994      | COL       | 116   | 509   | 484   | 74    | 147   | 33       | 2        | 27       | 265   | 95    | 21    | 8        | 0     | 2     | 19    | 3     | 4     | 70    | 17       | .304  | .334     | .548     | .882  |
| 1995      | COL       | 139   | 612   | 579   | 102   | 197   | 38       | 2        | 40       | 359   | 128   | 13    | 9        | 0     | 7     | 22    | 5     | 4     | 96    | 16       | .340  | .364     | .620     | .984  |
| 1996      | COL       | 159   | 694   | 633   | 114   | 198   | 39       | 3        | 31       | 336   | 141   | 31    | 12       | 0     | 10    | 45    | 4     | 6     | 105   | 18       | .313  | .359     | .531     | .890  |
| 1997      | COL       | 151   | 601   | 561   | 81    | 173   | 31       | 2        | 26       | 286   | 118   | 6     | 5        | 0     | 7     | 30    | 1     | 3     | 90    | 13       | .308  | .343     | .510     | .853  |
| 1998      | COL       | 161   | 695   | 662   | 97    | 219   | 48       | 2        | 22       | 337   | 122   | 14    | 4        | 0     | 4     | 28    | 2     | 1     | 76    | 22       | .331  | .357     | .509     | .866  |
| 1999      | COL       | 151   | 659   | 593   | 104   | 177   | 38       | 2        | 34       | 321   | 133   | 6     | 6        | 0     | 10    | 54    | 3     | 2     | 84    | 15       | .298  | .354     | .541     | .895  |
| 2000      | CIN       | 125   | 514   | 461   | 67    | 136   | 27       | 2        | 16       | 215   | 76    | 5     | 2        | 1     | 7     | 41    | 3     | 4     | 69    | 18       | .295  | .353     | .466     | .819  |
| 2000      | BOS       | 30    | 122   | 114   | 13    | 33    | 5        | 0        | 7        | 59    | 14    | 0     | 0        | 0     | 0     | 8     | 0     | 0     | 22    | 3        | .289  | .336     | .518     | .854  |
| '00計     | BOS       | 155   | 636   | 575   | 80    | 169   | 32       | 2        | 23       | 274   | 90    | 5     | 2        | 1     | 7     | 49    | 3     | 4     | 91    | 21       | .294  | .350     | .477     | .827  |
| 2001      | BOS       | 107   | 415   | 391   | 45    | 112   | 30       | 1        | 12       | 180   | 49    | 2     | 2        | 0     | 1     | 20    | 1     | 3     | 76    | 13       | .286  | .325     | .460     | .785  |
| MLB：14年 | MLB：14年 | 1704  | 6855  | 6381  | 934   | 1906  | 401      | 27       | 274      | 3183  | 1141  | 152   | 73       | 5     | 73    | 355   | 32    | 41    | 1078  | 176      | .299  | .336     | .499     | .835  |

- 各年度の太字はリーグ最高

### タイトル
- 本塁打王：1回（1995年）
- 打点王：1回（1995年）

### 表彰
- シルバースラッガー賞：1回（1995年）
- プレイヤー・オブ・ザ・マンス：3回（1995年7月・9月、1996年6月）

### 記録
- MLBオールスターゲーム選出：4回（1994年 - 1996年、1998年）

### 背番号
- 11（1988年）
- 19（1989年 - 1990年、2000年途中 - 2001年）
- 3（1991年）
- 8（1992年）
- 10（1993年 - 1999年、2013年）
- 9（2000年 - 同年途中）